# (29227) Wegener
(29227) Wegener est un astéroïde de la ceinture principale.

## Description
(29227) Wegener est un astéroïde de la ceinture principale. Il fut découvert le 29 février 1992 à Tautenburg par Freimut Börngen. Il fut nommé en honneur d’Alfred Wegener. Il présente une orbite caractérisée par un demi-grand axe de 2,39 UA, une excentricité de 0,19 et une inclinaison de 2,5° par rapport à l'écliptique.

## Compléments